# Provincia del Dornod
La provincia del Dornod (mongolo: Дорнод аймаг, aimag orientale), è la più orientale delle province della Mongolia; estende il suo territorio su un bassopiano costantemente montuoso appena lambito dalla catena del Grande Khingan (raggiunge la massima altezza di 1.346 metri) e dalla parte sud-orientale del deserto del Gobi.
Confina a nord con la Siberia (Russia), ad ovest con le province del Hėntij e di Sùhbaatar, a sud con la Mongolia Interna (Cina) e ad est con la Manciuria (Cina).
La regione è attraversata dai fiumi Hėrlėn (Kherlen) e Uldz che permettono alla popolazione di dedicarsi, oltre all'allevamento nomade, anche all'agricoltura. Inoltre sul lago Bujr nuur, al confine con la Cina, viene praticata la pesca.
Il capoluogo Čojbalsan (40.000 abitanti), sul fiume Hėrlėn, è un importante mercato agricolo e del bestiame.

## Geografia antropica

### Suddivisioni amministrative
La provincia è suddivisa nei seguenti distretti (sum):
| Sum                         | Mongolo      | Superficie (km²) | Popolazione (2009) |
| Distretto di Bajandun       | Баяндун      | 6.237            | 2.936              |
| Distretto di Bajantùmėn     | Баянтүмэн    | 8.321            | 2.006              |
| Distretto di Bajan-Uul      | Баян-Уул     | 5.623            | 4.451              |
| Distretto di Bulgan         | Булган       | 7.111            | 1.775              |
| Distretto di Cagaan-Ovoo    | Цагаан-Овоо  | 6.502            | 3.696              |
| Distretto di Čojbalsan      | Чойбалсан    | 10.152           | 2.691              |
| Distretto di Chuluunkhoroot | Чулуунхороот | 6.539            | 1.609              |
| Distretto di Dašbalbar      | Дашбалбар    | 8.713            | 3.246              |
| Distretto di Gurvanzagal    | Гурванзагал  | 5.252            | 1.338              |
| Distretto di Halhgol        | Халхгол      | 28.093           | 3.203              |
| Distretto di Hėrlėn         | Хэрлэн       | 281              | 40.439             |
| Distretto di Hôlônbujr      | Хөлөнбуйр    | 3.773            | 1.776              |
| Distretto di Matad          | Матад        | 22.831           | 2.526              |
| Distretto di Sėrgėlėn       | Сэргэлэн     | 4.169            | 2.198              |

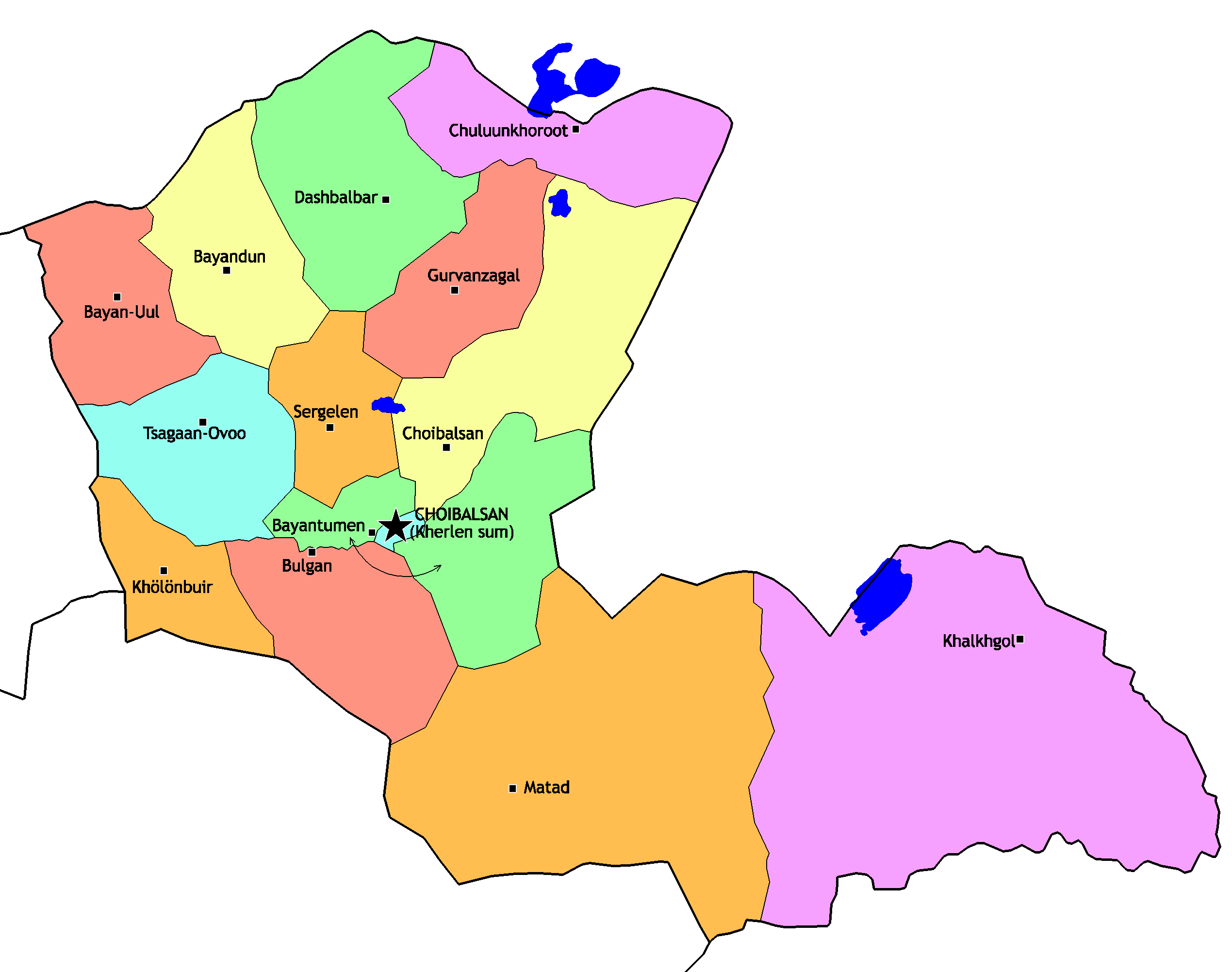
I sum della provincia del Dornod (nella traslitterazione anglosassone)

(*)Čojbalsan, capoluogo della provincia.